# Scott Kendall
Scott Kendall (ur. 13 stycznia 1959) – nowozelandzki narciarz alpejski, olimpijczyk.
Na zimowych igrzyskach olimpijskich w Lake Placid wystartował w slalomie zajmując 26. lokatę, slalomu giganta natomiast nie ukończył.
Brat Bretta, również narciarza alpejskiego, olimpijczyka z Innsbrucku.